# Lac Churup
Le lac Churup (laguna Churup, en espagnol) est situé à une altitude de 4 450 mètres dans la montagne enneigée Churup dans le Parc national du Huascarán près de la ville de Huaraz au Pérou. Le lac est alimenté par le glacier de la montagne Churup et se déverse dans la vallée Quillcayhuanca pour former la rivière Auqui.

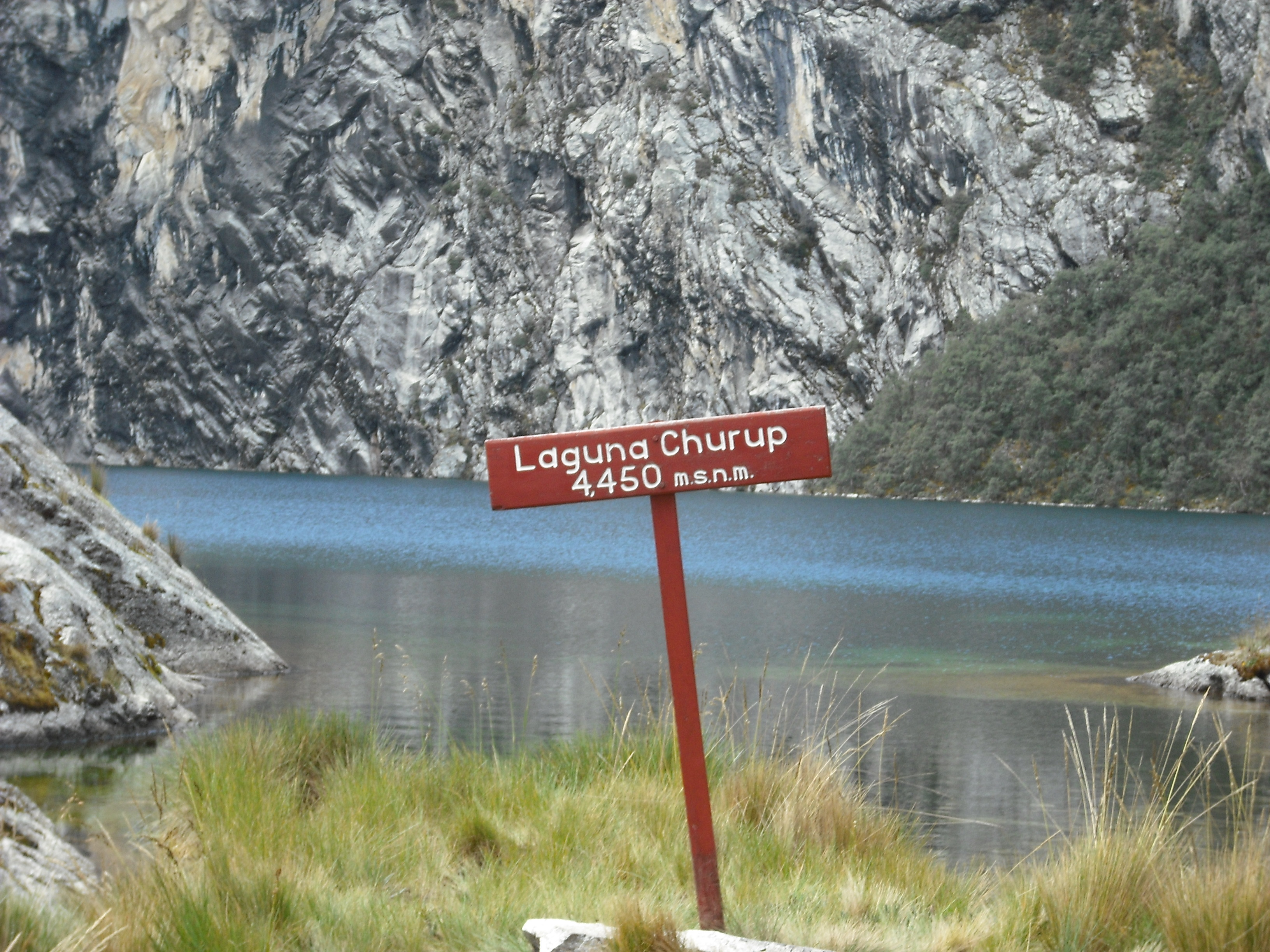
Enseigne sur la berge du lac